# An Acoustic Night at the Theatre
An Acoustic Night at the Theatre è il quarto album dal vivo del gruppo musicale symphonic metal olandese Within Temptation. Tutte le canzoni sono state registrate in chiave acustica durante il tour che nel 2008 ha visto la band suonare in vari teatri. L'album è uscito il 30 ottobre 2009 in Germania, Austria e Svizzera; nel resto del mondo è uscito il 2 novembre.
Questo è ciò che il gruppo ha dichiarato sull'album:
(Within Temptation)

## Tracce
Tutte le tracce sono state registrate dal vivo eccetto la dodicesima, registrata in studio e inserita nell'album come inedito.
1. Towards the End
2. Stand My Ground (The Silent Force)
3. Caged (Mother Earth)
4. All I Need (The Heart of Everything)
5. Frozen (The Heart of Everything)
6. Somewhere (The Silent Force)
7. The Cross (The Heart of Everything)
8. Pale (The Silent Force)
9. What Have You Done (The Heart of Everything)
10. Memories (The Silent Force)
11. Forgiven (The Heart of Everything)
12. Utopia

## Formazione
- Sharon den Adel – voce
- Robert Westerholt – chitarra
- Martijn Spierenburg – tastiere
- Jeroen van Veen – basso
- Ruud Jolie – chitarra
- Stephen van Haestregt – batteria

### Altri musicisti
- Chris Jones – voce in Utopia
- Anneke van Giersbergen – voce in Somewhere
- Keith Caputo – voce in What Have You Done